# 大阪市立加美南中学校
大阪市立加美南中学校（おおさかしりつ かみみなみ ちゅうがっこう）は、大阪府大阪市平野区にある公立中学校。
生徒数の増加により、1977年に大阪市立加美中学校から分離開校した。キャリア教育を重視した教育活動をおこなっている。

## 沿革
- 1977年4月 - 大阪市立加美南中学校として開校。
- 1977年6月 - プール完成。
- 1977年12月 - 校訓制定。
- 1978年2月 - 講堂兼体育館落成。
- 1978年12月 - 校歌制定。
- 1992年3月 - パソコン教室設置。

## 通学区域
- 大阪市立加美南部小学校と大阪市立加美東小学校の通学区域。

## 交通
- 関西本線（大和路線） 加美駅 南東へ約700m。
- おおさか東線 新加美駅 南東へ約700m。